# Jenzer Motorsport
Jenzer Motorsport est une écurie de sport automobile suisse. Elle a été fondée par Andreas Jenzer en 1993. Elle participe de 2010 à 2018 au championnat de GP3 Series et depuis 2019 au championnat de Formule 3 FIA.

## Résultats en Formule 3 FIA
| Saison | Voiture            | Pilotes             | GP disputés | Victoires | Pole positions | Records du tour | Podiums | Points inscrits | Classement pilote | Classement équipe |
| ------ | ------------------ | ------------------- | ----------- | --------- | -------------- | --------------- | ------- | --------------- | ----------------- | ----------------- |
| 2019   | Dallara-Mecachrome | Yuki Tsunoda        | 16          | 1         | 0              | 1               | 3       | 67              | 9e                | 7e                |
| 2019   | Dallara-Mecachrome | Andreas Estner      | 16          | 0         | 0              | 0               | 0       | 0               | 26e               | 7e                |
| 2019   | Dallara-Mecachrome | Giorgio Carrara     | 8           | 0         | 0              | 0               | 0       | 0               | 30e               | 7e                |
| 2019   | Dallara-Mecachrome | Artem Petrov        | 2           | 0         | 0              | 0               | 0       | 0               | 31e               | 7e                |
| 2019   | Dallara-Mecachrome | Hon Chio Leong      | 2           | 0         | 0              | 0               | 0       | 0               | 33e               | 7e                |
| 2019   | Dallara-Mecachrome | Federico Malvestiti | 2           | 0         | 0              | 0               | 0       | 0               | 34e               | 7e                |
| 2020   | Dallara-Mecachrome | Calan Williams      | 18          | 0         | 0              | 0               | 0       | 0               | 31e               | 9e                |
| 2020   | Dallara-Mecachrome | Federico Malvestiti | 18          | 0         | 0              | 0               | 0       | 0               | 29e               | 9e                |
| 2020   | Dallara-Mecachrome | Matteo Nannini      | 18          | 0         | 0              | 0               | 1       | 11              | 18e               | 9e                |
| 2021   | Dallara-Mecachrome | Calan Williams      | 20          | 0         | 0              | 0               | 1       | 15              | 19e               | 9e                |
| 2021   | Dallara-Mecachrome | Filip Ugran         | 20          | 0         | 0              | 0               | 0       | 0               | 31e               | 9e                |
| 2021   | Dallara-Mecachrome | Johnathan Hoggard   | 17          | 0         | 0              | 0               | 0       | 14              | 20e               | 9e                |
| 2021   | Dallara-Mecachrome | Pierre-Louis Chovet | 3           | 0         | 0              | 0               | 0       | 0               | 30e               | 9e                |
| 2022   | Dallara-Mecachrome | Ido Cohen           | 18          | 0         | 0              | 0               | 0       | 2               | 26e               | 9e                |
| 2022   | Dallara-Mecachrome | William Alatalo     | 18          | 0         | 0              | 0               | 0       | 24              | 18e               | 9e                |
| 2022   | Dallara-Mecachrome | Federico Malvestiti | 16          | 0         | 0              | 0               | 0       | 0               | 29e               | 9e                |
| 2022   | Dallara-Mecachrome | Niko Kari           | 2           | 0         | 0              | 0               | 0       | 0               | 30e               | 9e                |
| 2023   | Dallara-Mecachrome | Nikita Bedrin       | 18          | 0         | 0              | 0               | 2       | 24              | 18e               | 6e                |
| 2023   | Dallara-Mecachrome | Taylor Barnard      | 18          | 1         | 0              | 0               | 3       | 72              | 10e               | 6e                |
| 2023   | Dallara-Mecachrome | Alex García         | 18          | 0         | 0              | 0               | 0       | 12              | 20e               | 6e                |
| 2024   | Dallara-Mecachrome | Charlie Wurz        | 20          | 0         | 0              | 0               | 0       | 10              | 22e               | 10e               |
| 2024   | Dallara-Mecachrome | Max Esterson        | 20          | 0         | 0              | 0               | 0       | 11              | 21e               | 10e               |
| 2024   | Dallara-Mecachrome | Matías Zagazeta     | 18          | 0         | 0              | 0               | 1       | 8               | 25e               | 10e               |
| 2024   | Dallara-Mecachrome | James Hedley        | 2           | 0         | 0              | 0               | 0       | 0               | 34e               | 10e               |

## Résultats en GP3 Series
| Saison | Voiture            | Pilotes             | GP disputés | Victoires | Pole positions | Records du tour | Podiums | Points inscrits | Classement pilote | Classement équipe |
| ------ | ------------------ | ------------------- | ----------- | --------- | -------------- | --------------- | ------- | --------------- | ----------------- | ----------------- |
| 2010   | Dallara-Renault    | Pål Varhaug         | 16          | 1         | 0              | 0               | 1       | 10              | 13e               | 3e                |
| 2010   | Dallara-Renault    | Simon Trummer       | 14          | 0         | 0              | 0               | 0       | 4               | 25e               | 3e                |
| 2010   | Dallara-Renault    | Marco Barba         | 2           | 0         | 0              | 0               | 0       | 0               | Non classé        | 3e                |
| 2010   | Dallara-Renault    | Nico Müller         | 16          | 2         | 1              | 2               | 4       | 53              | 3e                | 3e                |
| 2011   | Dallara-Renault    | Nico Müller         | 16          | 1         | 0              | 0               | 3       | 36              | 4e                | 7e                |
| 2011   | Dallara-Renault    | Maxim Zimin         | 16          | 0         | 0              | 0               | 0       | 0               | 27e               | 7e                |
| 2011   | Dallara-Renault    | Vittorio Ghirelli   | 12          | 0         | 0              | 0               | 0       | 0               | 25e               | 7e                |
| 2011   | Dallara-Renault    | Alex Fontana        | 2           | 0         | 0              | 0               | 0       | 1               | 24e               | 7e                |
| 2011   | Dallara-Renault    | Christophe Hurni    | 2           | 0         | 0              | 0               | 0       | 0               | Non classé        | 7e                |
| 2012   | Dallara-Renault    | Robert Vișoiu       | 16          | 0         | 0              | 0               | 1       | 24              | 14e               | 4e                |
| 2012   | Dallara-Renault    | Patric Niederhauser | 16          | 2         | 0              | 1               | 4       | 101             | 7e                | 4e                |
| 2012   | Dallara-Renault    | Jakub Klášterka     | 4           | 0         | 0              | 0               | 0       | 0               | Non classé        | 4e                |
| 2012   | Dallara-Renault    | Facundo Regalia     | 2           | 0         | 0              | 0               | 0       | 0               | 27e               | 4e                |
| 2012   | Dallara-Renault    | Alex Fontana        | 4           | 0         | 0              | 0               | 0       | 8,5             | 18e               | 4e                |
| 2013   | Dallara-Renault    | Samin Gómez         | 16          | 0         | 0              | 0               | 0       | 0               | 26e               | 7e                |
| 2013   | Dallara-Renault    | Patric Niederhauser | 16          | 0         | 0              | 0               | 2       | 33              | 13e               | 7e                |
| 2013   | Dallara-Renault    | Alex Fontana        | 16          | 0         | 0              | 0               | 1       | 18              | 17e               | 7e                |
| 2014   | Dallara-Renault    | Pål Varhaug         | 18          | 0         | 0              | 0               | 0       | 12              | 17e               | 7e                |
| 2014   | Dallara-Renault    | Mathéo Tuscher      | 18          | 0         | 0              | 0               | 1       | 29              | 12e               | 7e                |
| 2014   | Dallara-Renault    | Adderly Fong        | 8           | 0         | 0              | 0               | 0       | 0               | 24e               | 7e                |
| 2014   | Dallara-Renault    | Christopher Höher   | 2           | 0         | 0              | 0               | 0       | 0               | Non classé        | 7e                |
| 2014   | Dallara-Renault    | Kevin Ceccon        | 8           | 0         | 0              | 0               | 0       | 20              | 15e               | 7e                |
| 2015   | Dallara-Renault    | Pål Varhaug         | 18          | 0         | 0              | 0               | 0       | 5               | 19e               | 6e                |
| 2015   | Dallara-Renault    | Mathéo Tuscher      | 18          | 0         | 0              | 0               | 0       | 22              | 13e               | 6e                |
| 2015   | Dallara-Renault    | Ralph Boschung      | 18          | 0         | 0              | 0               | 1       | 28              | 11e               | 6e                |
| 2016   | Dallara-Mecachrome | Akash Nandy         | 18          | 0         | 0              | 0               | 0       | 0               | 24e               | 6e                |
| 2016   | Dallara-Mecachrome | Richard Gonda       | 6           | 0         | 0              | 0               | 0       | 0               | 25e               | 6e                |
| 2016   | Dallara-Mecachrome | Oscar Tunjo         | 6           | 0         | 0              | 1               | 1       | 18              | 16e               | 6e                |
| 2016   | Dallara-Mecachrome | Arjun Maini         | 14          | 0         | 0              | 0               | 1       | 50              | 10e               | 6e                |
| 2016   | Dallara-Mecachrome | Alessio Lorandi     | 4           | 0         | 0              | 0               | 0       | 0               | 23e               | 6e                |
| 2017   | Dallara-Mecachrome | Alessio Lorandi     | 15          | 1         | 0              | 0               | 4       | 63              | 6e                | 3e                |
| 2017   | Dallara-Mecachrome | Arjun Maini         | 15          | 1         | 0              | 0               | 2       | 53              | 9e                | 3e                |
| 2017   | Dallara-Mecachrome | Juan Manuel Correa  | 5           | 0         | 0              | 0               | 0       | 0               | 22e               | 3e                |
| 2018   | Dallara-Mecachrome | David Beckmann      | 8           | 0         | 0              | 0               | 0       | 10              | 5e                | 5e                |
| 2018   | Dallara-Mecachrome | Juan Manuel Correa  | 18          | 0         | 0              | 0               | 0       | 42              | 12e               | 5e                |
| 2018   | Dallara-Mecachrome | Tatiana Calderón    | 18          | 0         | 0              | 0               | 0       | 11              | 16e               | 5e                |
| 2018   | Dallara-Mecachrome | Jannes Fittje       | 10          | 0         | 0              | 0               | 0       | 0               | 20e               | 5e                |

## Résultats en BOSS GP Series
| Saison | Voiture        | Pilotes          | GP disputés | Victoires | Pole positions | Records du tour | Podiums | Points inscrits | Classement pilote |
| ------ | -------------- | ---------------- | ----------- | --------- | -------------- | --------------- | ------- | --------------- | ----------------- |
| 2016   | Dallara–Nissan | "Luke Skywalker" | 2           | 0         | 0              | 0               | 0       | 6               | 28e               |
| 2016   | Dallara–Nissan | Thierry Christen | 2           | 0         | 0              | 0               | 0       | 18              | 25e               |
| 2016   | Dallara–Nissan | Martin Klindler  | 6           | 0         | 0              | 0               | 0       | 39              | 19e               |
| 2017   | Dallara–Nissan | Martin Kindler   | 4           | 0         | 0              | 0               | 0       | 51              | 12e               |